# BMX-Rennsport-Weltmeisterschaften/Zeitfahren der Junioren
Das Zeitfahren der Junioren war ein Wettbewerb bei den BMX-Rennsport-Weltmeisterschaften. Es wurde mit 20-Zoll-Rädern ausgetragen.
Das Zeitfahren war erstmals 2010 bei den Weltmeisterschaften eingeführt worden, allerdings noch nicht als eigenständiger Wettkampf, sondern als Qualifikation für den Hauptwettbewerb, das BMX-Rennen, um dessen Länge zu verkürzen. Ab 2011 kamen die besten 8 Fahrer dieser Qualifikation in ein so genanntes Superfinale, in der ein Zeitfahr-Weltmeister ermittelt wurde; dieser erhielt eine spezielle Version des Regenbogentrikots. Ab 2013 gab es stärkere Zugangsbeschränkungen zur WM. Das Zeitfahren diente nun zur Ermittlung der Setzliste für das BMX-Rennen und als Qualifikation zum Zeitfahr-Superfinale. Nach 2016 wurde das Zeitfahren gänzlich abgeschafft.

## Palmarès
| Jahr | Austragungsort | Gold                 | Silber          | Bronze          |
| ---- | -------------- | -------------------- | --------------- | --------------- |
| 2011 | Kopenhagen     | Darryn Goodwin       | Trent Woodcock  | Thomas Doucet   |
| 2012 | Birmingham     | Romain Mahieu        | Carlos Ramírez  | Lain Van Ogle   |
| 2013 | Auckland       | Romain Mahieu        | Sean Gaian      | Niek Kimmann    |
| 2014 | Rotterdam      | Niek Kimmann         | Collin Hudson   | Brandon Te Hiko |
| 2015 | Heusden-Zolder | Shane Rosa           | Brandon Te Hiko | Collin Hudson   |
| 2016 | Medellín       | Mathis Ragot-Richard | Andrew Hughes   | Charles Borel   |

## Medaillenspiegel
| Platz  | Land               | Gold | Silber | Bronze | Gesamt |
| ------ | ------------------ | ---- | ------ | ------ | ------ |
| 1      | Frankreich         | 3    | 0      | 2      | 5      |
| 2      | Australien         | 2    | 2      | 1      | 5      |
| 3      | Niederlande        | 1    | 1      | 1      | 3      |
| 4      | Vereinigte Staaten | 0    | 2      | 2      | 4      |
| 5      | Kolumbien          | 0    | 1      | 0      | 1      |
| Gesamt | Gesamt             | 6    | 6      | 6      | 18     |